# Montejo de Arévalo
Montejo de Arévalo ist ein Ort und eine Gemeinde (municipio) mit 161 Einwohnern (Stand: 2024) in der zentralspanischen Provinz Segovia in der Autonomen Region Kastilien-León. 

## Lage und Klima
Montejo de Arévalo liegt in der kastilischen Meseta in ca. 860 m Höhe ungefähr 65 Kilometer (Fahrtstrecke) nordwestlich der Provinzhauptstadt Segovia. Das Klima ist gemäßigt bis warm; Regen (446 mm/Jahr) fällt mit Ausnahme der trockenen Sommermonate übers Jahr verteilt.

## Bevölkerungsentwicklung
| Jahr      | 1970 | 1981 | 1991 | 2001 | 2011 | 2021 |
| Einwohner | 398  | 332  | 334  | 277  | 225  | 174  |

## Sehenswürdigkeiten

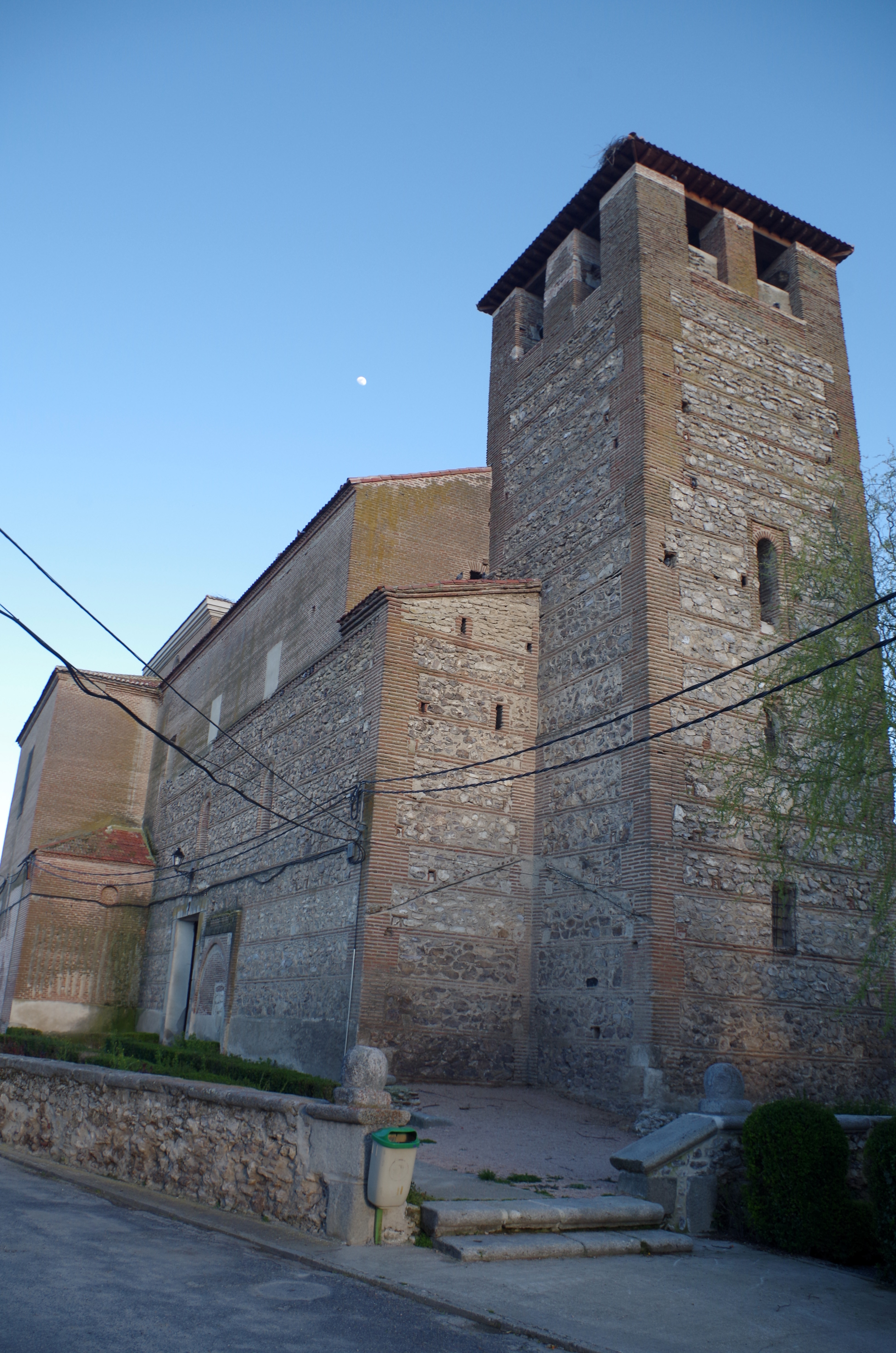
Thomaskirche
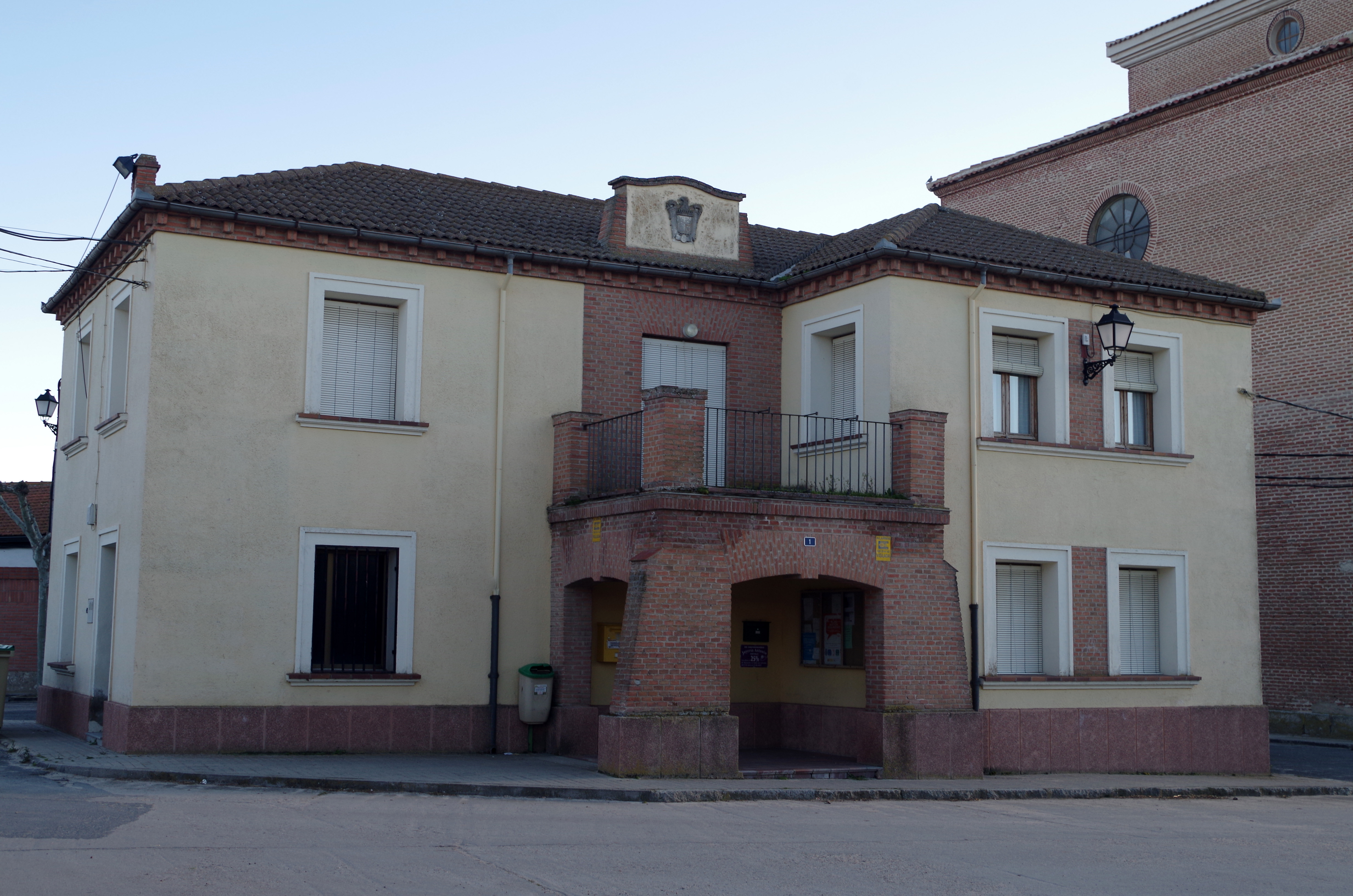
Rathaus

- Thomaskirche
- Rathaus